# Tundinka
Tundinka (en rus: Тундинка) és un poble de l'óblast de Kémerovo, a Rússia, que en el cens del 2010 tenia 131 habitants, pertany al districte de Mariïnsk.